# Stella Nervini
Stella Nervini (Milano, 10 settembre 2003) è una pallavolista italiana, schiacciatrice del Chieri '76.

## Biografia
Nasce a Milano ma poco dopo si trasferisce a Firenze, città di origine dei genitori.

## Carriera

### Club
La carriera di Stella Nervini inizia nel San Michele, in Serie B1, nella stagione 2016-17; in quella 2017-18 si trasferisce al Volleyrò, giocando nella formazione giovanile, per poi passare in prima squadra, in Serie B1, dall'annata 2018-19. Per il campionato 2020-21 entra a far parte della squadra federale del Club Italia, in Serie A2, a cui resta legata per due annate.
Nella stagione 2022-23 debutta in Serie A1 grazie all'ingaggio da parte del Chieri '76, aggiudicandosi la WEVZA Cup e la Challenge Cup. Nella stagione 2023-24 si accasa al Bergamo 1991, poi, in quella successiva, al Firenze, per poi fare ritorno, nell'annata 2025-26, al Chieri '76, sempre in Serie A1.

### Nazionale
Viene convocata nella nazionale italiana under 18 nel 2019 con cui si aggiudica la medaglia d'argento al campionato mondiale; nel 2021, con la selezione under 20 conquista la medaglia d'oro al campionato mondiale: nell'edizione successiva, riservata intanto alle nazionali under 21, vince la medaglia d'argento, dove è riconosciuta come miglior schiacciatrice. Nel 2024 è in quella under 22 e conquista l'oro nel campionato europeo di categoria
Nel 2024 ottiene le prime convocazioni nella nazionale maggiore, conquistando, nel 2025, la medaglia d'oro alla Volleyball Nations League.

## Palmarès

### Club
- Challenge Cup: 1

2022-23
- WEVZA Cup: 1

2023

### Nazionale (competizioni minori)
- Campionato mondiale under 18 2019
- Campionato mondiale under 20 2021
- Campionato mondiale under 21 2023
- Campionato europeo under 22 2024

### Premi individuali
- 2023 - Campionato mondiale under 21 2023: Miglior schiacciatrice